# Aéroport international Ninoy-Aquino
Pour les articles homonymes, voir Aquino (homonymie).
L'aéroport international Ninoy-Aquino (en tagalog : Paliparang Pandaigdig ng Ninoy Aquino, en anglais : Ninoy Aquino International Airport ou NAIA) (code IATA : MNL • code OACI : RPLL) est le principal aéroport du Grand Manille, et l’aéroport philippin le plus fréquenté. Situé le long de la frontière entre la ville de Pasay et la ville de Parañaque, environ sept kilomètres au sud de Manille, et au sud-ouest de la ville de Makati, NAIA est le passage international principal pour les voyageurs aux Philippines et le hub pour toutes les lignes aériennes philippines. Il est privatisé et géré par la New NAIA Infrastructure Corporation depuis septembre 2024.

## Histoire
L’aéroport international Ninoy-Aquino est le principal aéroport civil de la ville de Manille et le plus important des Philippines en nombre de passagers. Il est localisé au cœur du Grand Manille, entre les villes de Pasay et de Parañaque, juste sept kilomètres au sud de Manille.  Jusqu’en 1987, l’aéroport était connu sous le nom d’aéroport international de Manille avant d’être rebaptisé en l’honneur de Benigno Aquino Jr, qui y fut assassiné le 21 août 1983 à la porte 8 du terminal 1 (aujourd'hui porte 11) à son retour aux Philippines après son exil aux États-Unis. Il fut tué par un seul coup de feu, plusieurs coups de feu furent ensuite tirés, tuant l'assassin présumé, Rolando Galman. 
L’aéroport international de Clark, lui, dessert le centre de Luzon ainsi que Manille bien que situé plus au nord de celle-ci (environ 80 km de distance) et l'aéroport de Sangley à Cavite est inauguré début 2020 afin accueillir, à moyen terme, l'ensemble des vols privés qui opèrent actuellement depuis Manille Ninoy-Aquino.
Le premier terminal commercial et les premières pistes datent de 1948, l’emplacement choisit fut proche de la base aérienne de Villamor. Il fut par la suite agrandi au fil des années, mais des incendies en 1972 et 1981 accélérèrent la construction de nouveaux bâtiments. D’importants travaux concernant les pistes et les taxiways eurent lieu en 1954, un nouveau terminal international et une nouvelle tour de contrôle furent construits entre 1956 et 1961. 
De nos jours, le terminal 1 remplace ce terminal international depuis sa destruction lors d’un l’incendie. Le terminal 2, ou Centennial Terminal, fut achevé en 1998 et la construction du terminal 3 commença en 2002. Ce dernier n’entra en service qu’en 2008 et ne devint complètement opérationnel qu’à partir de 2013 après avoir été retardé par des problèmes techniques et juridiques. Le terminal 4 se trouve en bout de la piste 13/31 et est le plus ancien et petit des quatre terminaux de la plateforme.
La piste 06/24 de 3700 mètres, la plus longue, est celle utilisée pour les décollages et atterrissages de la plupart des mouvements et peut accueillir l’Airbus A380. La piste 13/31 de 1900 mètres est réservée aux mono-couloirs et aux appareils de petite taille.
L’aéroport dispose aussi un terminal cargo qui a été amélioré et rééquipé en 2007 et qui peut maintenant accueillir toutes les catégories de fret. Il voit transiter environ 400 000 tonnes par an.
Lufthansa Technik y dispose d'un centre de maintenance depuis 2000 qui a été agrandi en 2022.

## Rénovations depuis 2015

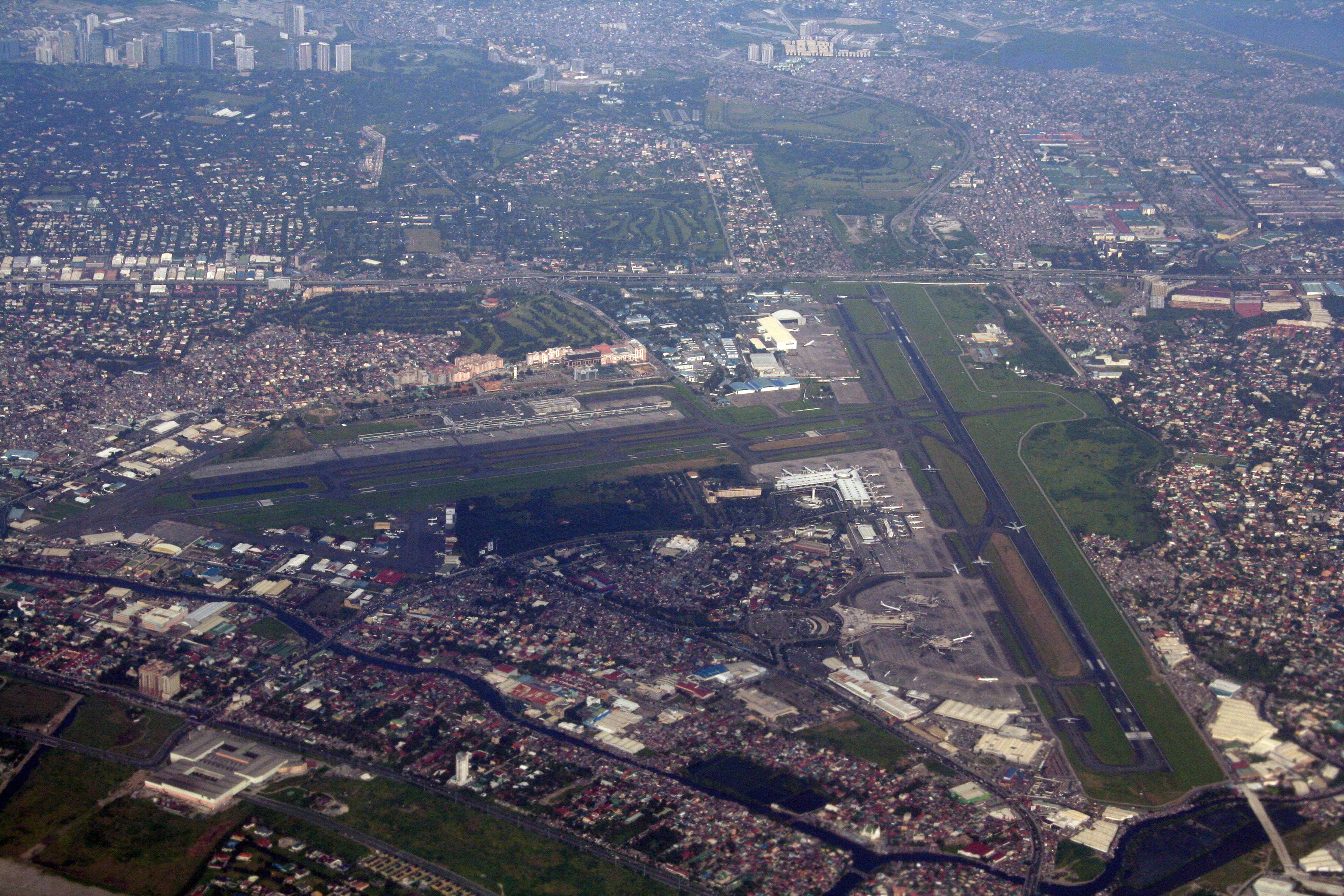
Vue aérienne de l'aéroport en 2009.

Au début des années 2010 l'aéroport est régulièrement désigné comme le pire du monde du fait de la vétusté de ses terminaux, des retards qui affectent la majorité des vols et du personnel à la réputation peu amicale. Des réaménagements sont alors décidés sous la présidence de Benigno Aquino III avec la rénovation totale du terminal 1 entre 2015 et 2016. 
Les efforts se poursuivent en 2016 sous la présidence de Rodrigo Duterte et de son ministre des transports Arthur Tugade avec plusieurs mesures implémentées dans un délai de 100 jours : priorité est donnée aux avions commerciaux sur les avions privés lors des mouvements de piste, respect strict des créneaux de départ, l'entretien des toilettes est confié aux compagnies aériennes basées sur la plateforme (et non plus à des prestataires externes soupçonnés de corruption), déploiement du Wi-Fi gratuit, réparation des unités de climatisation et rajout d'assises dans les zones d'attente. L'aéroport n'apparait plus parmi les pires vingt du monde dès l'année suivante. Il apparait dans le classement Skytrax 2018 comme l'un dix aéroport qui s'est le plus amélioré en une année.
Un plan de rénovation et de modernisation en profondeur proposé par plusieurs grandes entreprises philippines obtient un premier feu vert des autorités en 2019. Les discussions sur l'avenir de l’aéroport retardent cependant le projet ; le gouvernement philippin étudie en effet la création et le développement d'autres aéroports pour desservir le Grand Manille et les régions avoisinantes : la création du nouvel aéroport international de Manille-Bulacan (au nord de l’agglomération), l'ouverture de la base aérienne de Sangley au trafic civil et le développement de l’aéroport de Clark situé à plus de 80km au nord de la capitale. Le projet du consortium de grandes entreprises est finalement rejeté par le gouvernement en juillet 2020. Après deux propositions formulées par la San Miguel Corporation (qui construit le nouvel aéroport de Manille-Bulacan) et le tandem GMR/Megawide (qui a rénové l'aéroport de Mactan-Cebu) le département des transports décide de ne plus accepter d'offres du secteur privé et annonce prendre en charge la rénovation de la plateforme. 
L'extension des terminaux, notamment celle du terminal 2, reste cependant au point mort à cause d'un imbroglio autour du Philippine Village Hotel, un bâtiment abandonné au sujet duquel ses propriétaires et le gouvernement ne parviennent pas à un accord. Celui-ci est situé au nord du terminal 2, au cœur de l'ancien parc Nayong Pilipino dont les 22 hectares ont été rattachés à l'aéroport pour son développement en 2011. 
D'autres travaux de moindre envergure ont cependant lieu. Profitant de la baisse du trafic aérien causé par la pandémie de Covid-19, la piste 13/31 est remise à neuf et le terminal 2 se voit agrandi de 2800 mètres carrés durant l'année 2020. En Avril 2023 les compagnies aériennes sont redistribuées entre les terminaux : le terminal 2 redevient dédié aux vols intérieurs, le terminal 1 aux vols internationaux et le terminal 3 accommode les deux (8 comptoirs d'immigration supplémentaires y sont construits à cette occasion).
Le 16 février 2024, le DOTr a attribué la privatisation au Consortium SMC SAP & Co. qui reverserait 82,16 % de ses revenus au gouvernement, soit plus du double des parts de revenus proposées par le Consortium des aéroports GMR (33,30 %) et MIAC (25,91 %). Le consortium a immédiatement versé au gouvernement un paiement initial de 30 milliards de Pesos. Le contrat a été signé le 18 mars, en présence du président Marcos.
Le transfert des opérations au consortium, désormais rebaptisé New NAIA Infrastructure Corporation, a lieu le 14 septembre 2024.

## Privatisation en 2024
C'est donc le 14 septembre 2024 que l'aéroport est privatisé, les opérations sont transférées au consortium SMC SAP & Co. et les premières mesures sont implémentées. Afin de désengorger les aires extérieures d'arrivées et de départ des terminaux de nouvelles voies de circulation sont construites, les taxis et VTC du terminal 3 sont regroupés dans une zone dédiée du parking multi-niveaux, et la zone d'arrivée dite VIP du terminal 1 est ouverte au grand public. Les tarifs de stationnement sont revus à la hausse (une durée de 24h passe par exemple de 300PHP à 1200PHP, soit de 5€ à 20€ environ en 2024) et les véhicules abandonnés sont enlevés. Le terminal 4 lui ferme le 6 novembre 2024 pour une rapide rénovation qui doit durer jusqu'en février 2025 et ses vols sont transférés au terminal 2. Sa réouverture semble cependant dépendre de la possibilité d’extension à court terme du terminal 2.
Les travaux sur le réseau électrique continuent et l’expérience client s’améliore avec la rationalisation progressive des commerces et services des terminaux, ainsi qu'un meilleur accès internet via le Wi-Fi notamment. La période de Noël 2024 se déroule sans accroc majeur et l'aéroport voit pour la première fois le nombre de passagers annuel dépasser les 50 millions.
Du côté des opérations aériennes, les compagnies sont invitées à exploiter leurs avions à turbopropulseurs depuis d'autres aéroports afin de favoriser les appareils de plus grande capacité. La bascule du terminal 3 en un terminal purement international est aussi prévue, mais se fera en fonction de la capacité actuelle du terminal 2 à absorber ses vols domestiques (de Cebu Pacific et Philippines AirAsia majoritairement) et du lancement de son extension à l'emplacement de l'ancien Philippine Village Hotel.

## Terminaux
| Terminal   | Ouverture | Superficie | Capacité (passagers par an) | Postes de stationnement    |
| ---------- | --------- | ---------- | --------------------------- | -------------------------- |
| Terminal 1 | 1982      | 73 000 m2  | 6 millions                  | 14 passerelles             |
| Terminal 2 | 1999      | 77 000 m2  | 10 millions                 | 12 passerelles 5 éloignés  |
| Terminal 3 | 2008      | 182 000 m2 | 13 millions                 | 20 passerelles 11 éloignés |
| Terminal 4 | 1948      | 7 000 m2   | 3 millions                  | 10 éloignés                |
| Total      |           | 340 000 m2 | 32 millions                 | 46 passerelles 26 éloignés |

## Accès

### Au sein de l’aéroport
L'autorité aéroportuaire internationale de Manille (MIAA) a mis en place un système de bus qui relie tous les terminaux entre eux. Les départs se font toutes les quinze minutes.

### De et vers l’aéroport

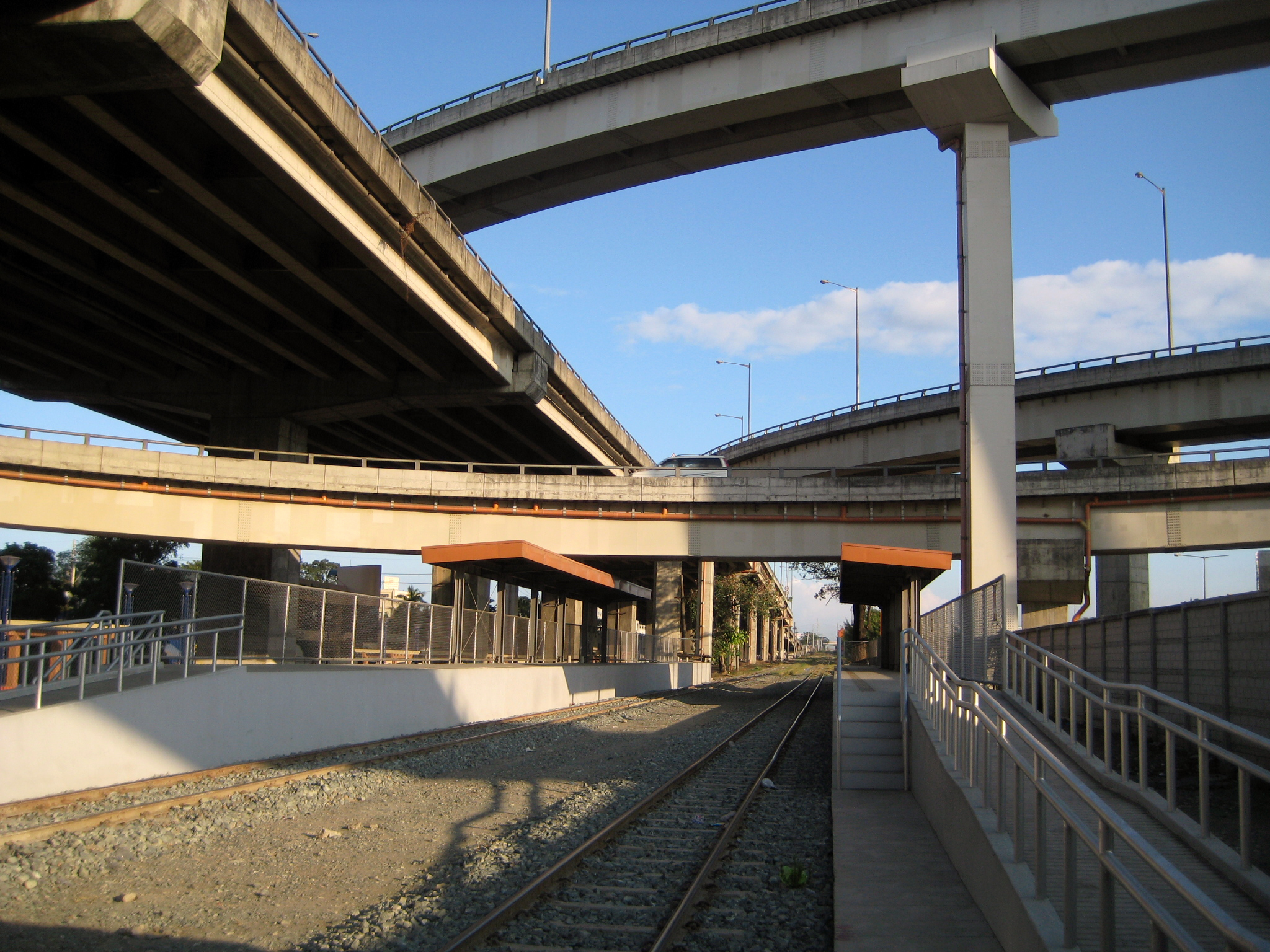
La station Nichols avec la voie express surélevée

Depuis Manille et son agglomération, plusieurs lignes de bus desservent l’aéroport. Il est aussi possible d’utiliser les jeepneys depuis Parañaque et Pasay.
Le Métro léger de Manille dessert indirectement l’aéroport via la station Baclaran. La compagnie nationale des chemins de fer philippins (Philippine National Railways - PNR) offre une possibilité d’accès, elle aussi indirecte, avec la station Nichols. Il existe aussi une navette (Airport Loop) au départ du terminal 3 vers Taft Avenue où se trouvent des stations du MRT-3 et du LRT-1. Il est prévu de construire une station du futur métro souterrain de Manille au terminal 3.
Il est aussi possible d’accéder à l’aéroport par la route grâce à une voie express, la NAIA Expressway, inaugurée en 2017.

### Quartiers adjacents à l'aéroport
Depuis 2017, il est possible de se rendre au nouveau quartier de Newport City à Pasay depuis le terminal 3 par un pont piéton couvert et climatisé nommé Runway Manila.

## Statistiques
Le tableau ci-dessous donne le trafic de Ninoy Aquino en nombre de passagers. Il est formé à partir de données fournies par le Conseil international des aéroports.
| \| Année \| Passagers \| Rang mondial \| \| ----- \| ---------- \| ------------ \| \| 2003 \| 12 955 809 \| 81e \| \| 2004 \| 15 186 521 \| 75e \| \| 2005 \| 16 216 031 \| 77e \| \| 2006 \| 17 660 697 \| 73e \| \| 2007 \| 20 467 627 \| 64e \| \| 2008 \| 22 253 158 \| 57e \| \| 2009 \| 24 530 000 \| 48e \| \| 2010 \| 27 119 899 \| 49e \| \| 2011 \| 29 552 264 \| 46e \| \| 2012 \| 31 878 935 \| 45e \| \| 2013 \| 32 865 000 \| 45e \| \| 2014 \| 34 015 169 \| 49e \| \| 2015 \| 36 681 601 \| 49e \| \| 2016 \| 39 516 782 \| 47e \| \| 2017 \| 42 022 484 \| 44e \| \| 2018 \| 45 082 544 \| 42e \| \| 2019 \| 47 898 046 \| \| \| 2020 \| 7 275 786 \| \| \| 2021 \| 8 015 385 \| \| \| 2022 \| 30 961 467 \| \| \| 2023 \| 45 299 607 \| \| \| 2024 \| 50 100 000 \| \| | Voir la requête brute et les sources sur Wikidata. |              |
| Année | Passagers                                          | Rang mondial |
| 2003 | 12 955 809                                         | 81e          |
| 2004 | 15 186 521                                         | 75e          |
| 2005 | 16 216 031                                         | 77e          |
| 2006 | 17 660 697                                         | 73e          |
| 2007 | 20 467 627                                         | 64e          |
| 2008 | 22 253 158                                         | 57e          |
| 2009 | 24 530 000                                         | 48e          |
| 2010 | 27 119 899                                         | 49e          |
| 2011 | 29 552 264                                         | 46e          |
| 2012 | 31 878 935                                         | 45e          |
| 2013 | 32 865 000                                         | 45e          |
| 2014 | 34 015 169                                         | 49e          |
| 2015 | 36 681 601                                         | 49e          |
| 2016 | 39 516 782                                         | 47e          |
| 2017 | 42 022 484                                         | 44e          |
| 2018 | 45 082 544                                         | 42e          |
| 2019 | 47 898 046                                         |              |
| 2020 | 7 275 786                                          |              |
| 2021 | 8 015 385                                          |              |
| 2022 | 30 961 467                                         |              |
| 2023 | 45 299 607                                         |              |
| 2024 | 50 100 000                                         |              |

### Zoom sur l'impact du covid de 2019-2020
Le graphique qui aurait dû être présenté ici ne peut pas être affiché car il utilise l'ancienne extension Graph, désactivée pour des questions de sécurité. Des indications pour créer un nouveau graphique avec la nouvelle extension Chart sont disponibles ici.

Voir la requête brute et les sources sur Wikidata.

## Compagnies et destinations
| Compagnies                 | Destinations |
| -------------------------- | --- |
| AirAsia                    | Kuala Lumpur |
| Air China                  | Chengdu-Tianfu, Pékin-Capitale |
| Air France                 | Paris-Charles de Gaulle |
| Air Niugini                | Port Moresby-Jacksons |
| All Nippon Airways         | Tokyo-Haneda, Tokyo-Narita |
| Asiana Airlines            | Séoul-Incheon |
| AirSWIFT                   | Busuanga, El Nido, Sicogon, Tablas (en) |
| Cathay Pacific             | Hong Kong |
| Cebgo                      | - Busuanga, - Bohol–Panglao, - Legazpi, - Mactan-Cebu, - Malay P. Ramos, - Masbate (en), - Naga (en), - San Jose de Mindoro (en), - Siargao (en) |
| Cebu Pacific               | - Bacolod-Silay, - Bandar Seri Begawan, - Bangkok-Don Muang, - Bangkok-Suvarnabhumi, - Butuan (en), - Cagayan de Oro-Laguindingan, - Canton-Baiyun, - Isabella, - Chiang Mai, - Đà Nẵng, - Davao City-Francisco Bangoy, - Denpasar-Bali, - Dipolog (en), - Djakarta-S.-Hatta, - Dubaï, - Dumaguete (en), - Fukuoka, - Général Santos, - Hanoï-Nội Bài, - Hô Chi Minh Ville (Tân Sơn Nhất), - Hong Kong, - Iloilo, - Kalibo, - Kaohsiung, - Kuala Lumpur, - Laoag, - Legazpi, - Macao, - Mactan-Cebu, - Malay P. Ramos, - Melbourne-Tullamarine, - Nagoya-Chūbu, - Osaka-Kansai, - Ozamiz City (en), - Pagadian (en), - Puerto Princesa, - Roxas (en), - Séoul-Incheon, - Shanghai-Pudong, - Shenzhen-Bao'an, - Singapour-Changi, - Sydney-K. Smith, - Tacloban, - Taïwan-Taoyuan, - Tokyo-Narita, - Tuguegarao (en), - Virac (en), - Xiamen-Gaoqi, - Zamboanga (en) |
| China Airlines             | Kaohsiung, Taïwan-Taoyuan |
| China Eastern Airlines     | Shanghai-Pudong |
| China Southern Airlines    | Canton-Baiyun |
| Emirates                   | Dubaï |
| Ethiopian Airlines         | Addis-Abeba Bole |
| Etihad Airways             | Abou Dabi |
| EVA Air                    | Taïwan-Taoyuan |
| Gulf Air                   | Manama-Bahreïn |
| HK Express                 | Hong Kong |
| Japan Airlines             | Tokyo-Haneda, Tokyo-Narita |
| Jeju Air                   | Séoul-Incheon |
| Jetstar Asia               | Osaka-Kansai, Singapour-Changi |
| Jetstar Japan              | Nagoya-Chūbu, Tokyo-Narita |
| KLM                        | Amsterdam |
| Korean Air                 | Séoul-Incheon |
| Kuwait Airways             | Koweït |
| Malaysia Airlines          | Kuala Lumpur |
| Oman Air                   | Mascate |
| PAL Express                | - Bacolod-Silay, - Basco (en), - Bohol–Panglao, - Busuanga, - Butuan (en), - Cagayan de Oro-Laguindingan, - Calbayog (en), - Catarman, - Cotabato (en), - Davao City-Francisco Bangoy, - Dipolog (en), - Dumaguete (en), - Général Santos, - Iloilo, - Kalibo, - Laoag, - Legazpi, - Mactan-Cebu, - Malay P. Ramos, - Ozamiz City (en), - Pagadian (en), - Puerto Princesa, - Roxas (en), - Siargao (en), - Tacloban, - Tuguegarao (en), - Zamboanga (en) |
| Philippine Airlines        | - Bangkok-Suvarnabhumi, - Brisbane, - Pusan-Gimhae, - Davao City-Francisco Bangoy, - Denpasar-Bali, - Djakarta-S.-Hatta, - Doha-Hamad, - Dubaï, - Fukuoka, - Général Santos, - Guam-A.-B.-Won-Pat, - Hanoï-Nội Bài, - Hô Chi Minh Ville (Tân Sơn Nhất), - Hong Kong, - Honolulu, - Kuala Lumpur, - Los Angeles, - Mactan-Cebu, - Melbourne-Tullamarine, - Nagoya-Chūbu, - New York-John F. Kennedy, - Osaka-Kansai, - Perth , - Phnom Penh, - Port Moresby-Jacksons, - Quanzhou Jinjiang, - Riyad-roi Khaled, - San Francisco, - Seattle-Tacoma , - Séoul-Incheon, - Shanghai-Pudong, - Singapour-Changi, - Sydney-K. Smith, - Taïwan-Taoyuan, - Tokyo-Haneda, - Tokyo-Narita, - Toronto (Pearson), - Vancouver, - Xiamen-Gaoqi En saison : Médine-Prince M. Bin Abdulaziz, Yangyang                                                                                |
| Philippines AirAsia        | - Bacolod-Silay, - Bangkok-Don Muang, - Cagayan de Oro-Laguindingan, - Davao City-Francisco Bangoy, - Hong Kong, - Iloilo, - Kalibo, - Kaohsiung, - Kota Kinabalu, - Kuala Lumpur, - Macao, - Mactan-Cebu, - Malay P. Ramos, - Nagoya-Chūbu, - Osaka-Kansai, - Puerto Princesa, - Roxas (en), - Séoul-Incheon, - Tacloban, - Taïwan-Taoyuan, - Tokyo-Narita |
| Qantas                     | Brisbane, Sydney-K. Smith |
| Qatar Airways              | Doha-Hamad |
| Royal Brunei Airlines      | Bandar Seri Begawan |
| Saudia                     | Djeddah - Roi-Abdelaziz, Riyad-roi Khaled |
| Scoot                      | Singapour-Changi |
| Shenzhen Airlines          | Shenzhen-Bao'an |
| Singapore Airlines         | Singapour-Changi |
| Thai Airways International | Bangkok-Suvarnabhumi |
| Turkish Airlines           | Istanbul |
| United Airlines            | Guam-A.-B.-Won-Pat, Koror R. Tmetuchl, San Francisco |
| XiamenAir                  | Quanzhou Jinjiang, Xiamen-Gaoqi |
| ZIPAIR                     | Tokyo-Narita |

Édité le 16/01/2020  Actualisé le 11/09/2024

## Situation
| \| 100 km1:11 581 000 \| Sicogon Bacolod Bancasi Basco Busuanga-Coron Calbayog Camiguin Catarman Caticlan Clark Cotabato Cuyo Davao Dipolog General · Santos Iloilo Jolo Kalibo Cagayan de Oro Laoag Legazpi Mactan-Cebu Manille Marinduque Masbate Naga Ormoc Pagadian Puerto · Princesa Roxas Tacloban Sanga · Sanga Sayak Sibulan Subic Bay Surigao San José Bohol Tandag Tugdan Tuguegarao Virac Zamboanga |
| 100 km1:11 581 000 |